# Ministerio de Educación (España)
El Ministerio de Educación, Formación Profesional y Deportes (MEFPD) de España es el departamento de la Administración General del Estado encargado de la propuesta y ejecución de la política del Gobierno de la Nación en materia educativa y de formación profesional. En la actualidad, esto abarca a todas las enseñanzas del sistema educativo, exceptuadas las universitarias, que son responsabilidad del Ministerio de Ciencia, Innovación y Universidades. Asimismo, también asume la propuesta y ejecución de la política del Gobierno en materia de deporte.
Se trata del último ministerio creado en el siglo xix, siendo una escisión del Ministerio de Fomento. Se fundó como Ministerio de Instrucción Pública y Bellas Artes en 1900 y desde entonces ha tenido siempre competencias educativas, culturales, deportivas y científicas, con la excepción de aquellos periodos —como el actual— en los que ha existido el Ministerio de Cultura o el Ministerio de Ciencia.
Su sede principal se encuentra, desde 1928, en el número 34 de la calle de Alcalá, en Madrid, habiendo estado antes alojado en el Palacio de Fomento entre 1900 y 1928. El edificio contiguo, el número 36 de la calle de Alcalá, también alberga servicios del Ministerio desde 1931.
En España, la educación es una competencia descentralizada y cuya gestión corresponde a las comunidades autónomas. De acuerdo con la Estadística del Gasto Público en Educación del año 2023, las administraciones y universidades públicas españolas destinaron 67 773,3 millones de euros, es decir, un 4,53 % del producto interior bruto (PIB). Asimismo, para el curso 2022-23 las diferentes administraciones públicas destinaron 3560,5 millones de euros a becas y ayudas para el estudio (2392,5 financiados directamente por los ministerios de Educación, Formación Profesional y Deportes y de Ciencia, Innovación y Universidades).
En cuanto a los recursos humanos, el sector educativo no universitario público contaba para el curso 2022-23 con 821 442 profesores (768 798 en el régimen general, 41 652 en enseñanzas especiales y 10 992 en la educación para adultos). En el ámbito universitario público y privado, el personal docente e investigador ascendía a 137 090 personas que, sumado a los 31 537 investigadores empleados y técnicos de apoyo, y a los 67 912 empleados administrativos y de servicios, el número de personas trabajando en el ámbito universitario se elevaba a las 236 539 personas. En el mismo periodo, el grueso del alumnado 9 242 085 estudiantes (más de un millón de ellos en la formación profesional), recibía enseñanzas no universitarias, mientras que las enseñanzas universitarias figuraban 1 353 347 alumnos.
Por lo que respecta al deporte, las administraciones públicas españolas invierten unos 5 200 millones de euros anualmente.

## Historia

### Antecedentes
La política educativa en España se empezó a institucionalizar a raíz de la aprobación de la Constitución de Cádiz de 1812. Esta Carta Magna, en su artículo 369, estableció una Dirección General de Estudios para la Inspección de la Enseñanza Pública, que dependía del Gobierno del Reino.
Sin muchos avances educativos a lo largo del Sexenio Absolutista (1814-1820), fue durante el Trienio Liberal que se aprobó un Reglamento General de Instrucción Pública en 1821 que, además de distinguir entra la educación pública y la privada, organizó la educación mediante tres grados: primera enseñanza (se impartía en las escuelas de primeras letras y consistía en enseñar a leer y escribir así como reglas elementales de aritmética y catecismo), segunda enseñanza (comprendía los estudios preparatorios para acceder posteriormente a estudios superiores) y tercera enseñanza (abarcaba los estudios que habilitaban para ejercer alguna profesión particular), siguiendo lo ya previsto en el Plan de Instrucción Pública de 1816. Este reglamento también obligaba a constituir escuelas de primeras letras en aquellos núcleos con más de cien vecinos y un centro de segunda enseñanza por provincia. Sin embargo, su aplicación se vio interrumpida en 1823 por el restablecimiento del absolutismo, que dejó de lado los temas educativos y subordinó estos a la Iglesia católica, y no volverán a tener protagonismo hasta la muerte del rey en 1833.

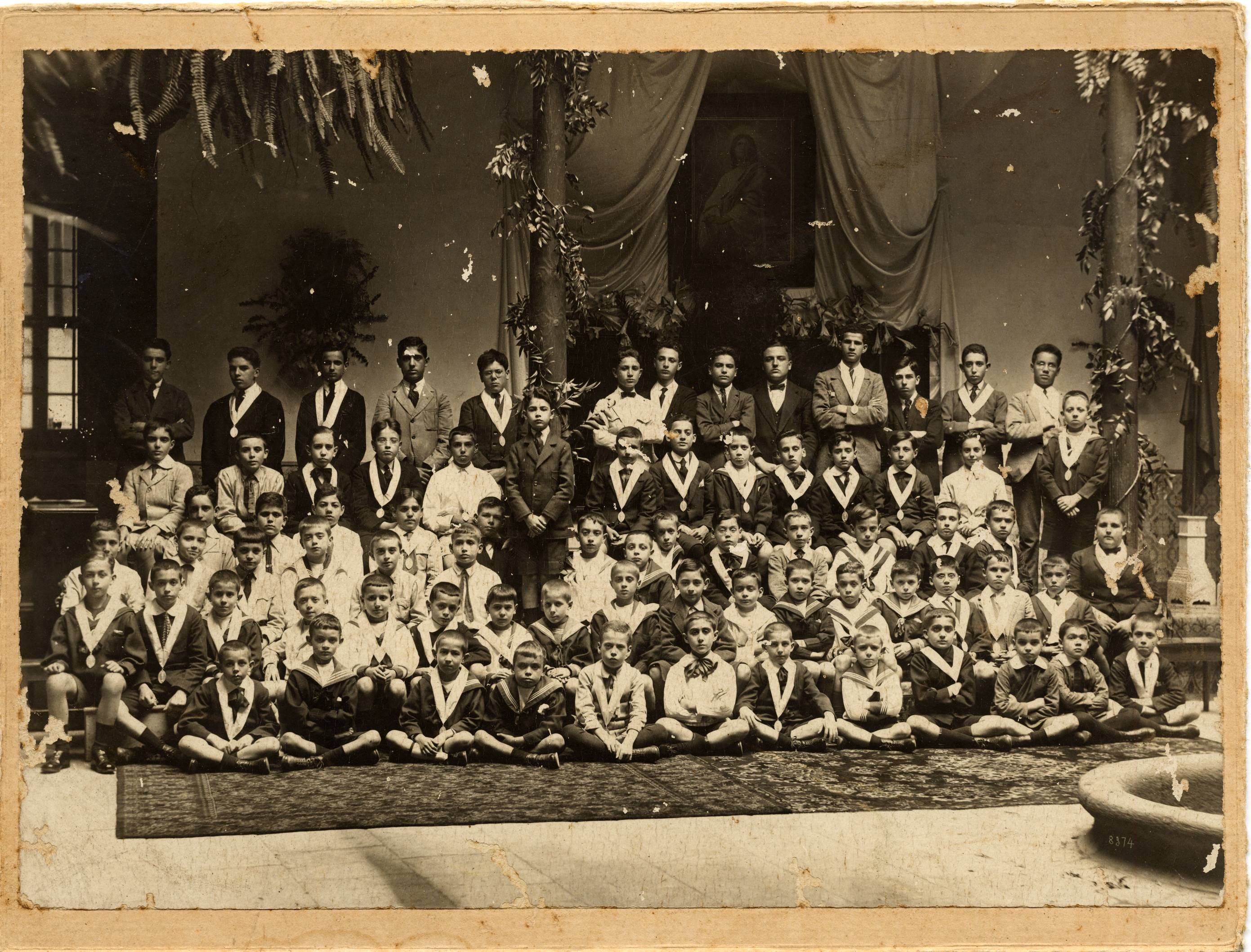
Retrato escolar con algunos niños condecorados. Década de 1890.

Por Real Decreto de 25 de septiembre de 1834 la Dirección General de Estudios vuelve a llamarse así tras haber sido conocida desde 1825 como Inspección General de Instrucción Pública. Este órgano estuvo integrado originalmente en el Ministerio de la Gobernación hasta que en 1847, tras ser renombrada en 1846 como Dirección General de Instrucción Pública, se crea el Ministerio de Fomento y se integra en este departamento. Cabe destacar que, brevemente, las competencias educativas estuvieron en el Ministerio de Gracia y Justicia entre 1851 y 1856, ministerio al que pertenecían antes de la creación del Ministerio de Gobernación en 1812 y mientras este estuvo suprimido durante el reinado de Fernando VII.
La actuación gubernamental en materia de Educación permaneció en el Ministerio de Fomento durante los próximos 44 años, en los que se mantuvo la denominación de Dirección General de Instrucción Pública, que reunía también las funciones relativas a Cultura. La Dirección General se dividía en ocho negociados: Universidades; Institutos; Primera Enseñanza; Archivos, Bibliotecas y Museos; Bellas Artes y Fomento; Contabilidad; Construcciones Civiles; y Boletín de la Propiedad Intelectual e Industrial.

#### Ley Moyano
En la última etapa de este periodo, previa a la existencia de un ministerio propio, se aprobaron dos importantes textos educativos, destacando el segundo por ser el más relevante en su ámbito; la Ley Moyano.
En primer lugar, en julio de 1857 la reina Isabel II promulgó la ley de Cortes de 17 de agosto de 1857, que establecía los principios sobre los que se tenía que aprobar la futura Ley de Instrucción Pública. A grandes rasgos, esta ley mantenía la dualidad público-privada en el ámbito docente, siendo responsabilidad del Estado la primera y estando la segunda sometida a cierta supervisión estatal. Asimismo, mantuvo la división del sistema educativo en tres niveles, estableció la uniformidad en los libros de texto y el sistema de financiación de los centros docentes, el carácter obligatorio y gratuito de la primera enseñanza pública, el ingreso por oposición a la carrera facultativa del profesorado público, y la encomienda de establecer las atribuciones de las autoridades civiles en materia de instrucción pública y de organizar la inspección de la misma.

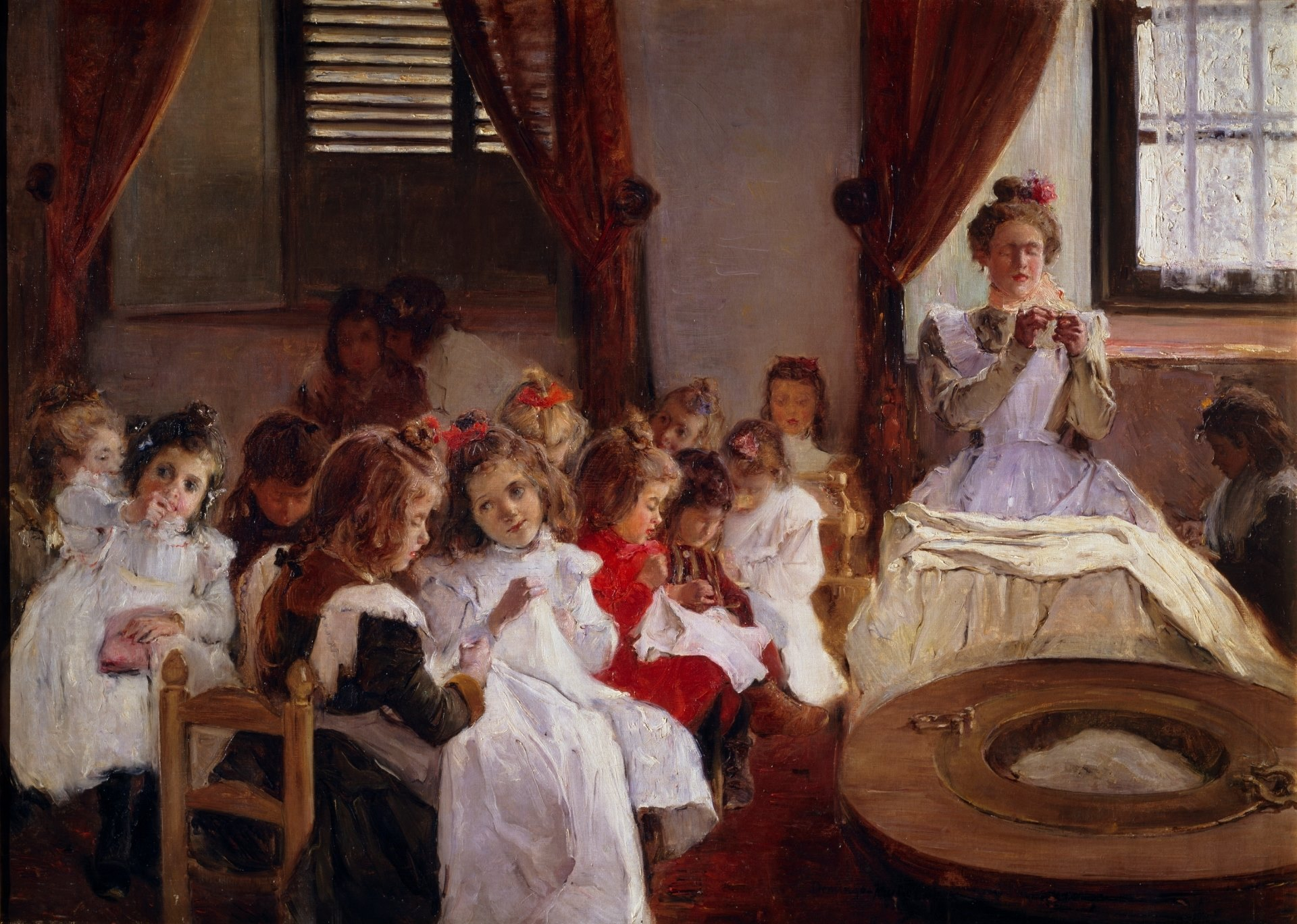
La amiga (En Córdoba), obra de Domingo Muñoz. En esta pintura se puede apreciar representada una escuela de niñas. 1901.

Dos meses más tarde se aprobó la Ley de Instrucción Pública de 9 de septiembre de 1857, conocida popularmente como la Ley Moyano, en honor al ministro de Fomento Claudio Moyano, impulsor de la norma.
Esta nueva norma, que desarrollaba la anterior, se estructuró mediante cuatro grandes secciones —De los estudios; De los establecimientos de enseñanza; Del profesorado público; Del gobierno y administración de la instrucción pública— y más de 300 artículos que detallaban y ampliaban las bases de la ley de 17 de agosto.
En cuanto al contenido concreto, la norma dividía la enseñanza primaria en dos: elemental y superior; esta educación era obligatoria de seis a nueve años (previendo sanciones a los progenitores por incumplimiento) y gratuita para quien no pudiera pagarla; dividía la enseñanza entre niños y niñas, no teniendo que estudiar las mismas materias sino que se distribuían según lo que se consideraban «labores propias del sexo», y mantenía las escuelas especiales para sordomudos y ciegos. La educación secundaria comprendía dos cursos de dos y cuatro años, respectivamente, y la educación superior se impartía en facultades, escuelas superiores o escuelas profesionales.
En cuanto al profesorado, se regulaba el acceso y los requisitos para los maestros de primera enseñanza elemental, de primera enseñanza superior, profesores de escuela normal, y catedráticos de instituto, de enseñanza profesional y de facultad. También establecía la posibilidad de maestras para enseñar a las niñas la enseñanza elemental.

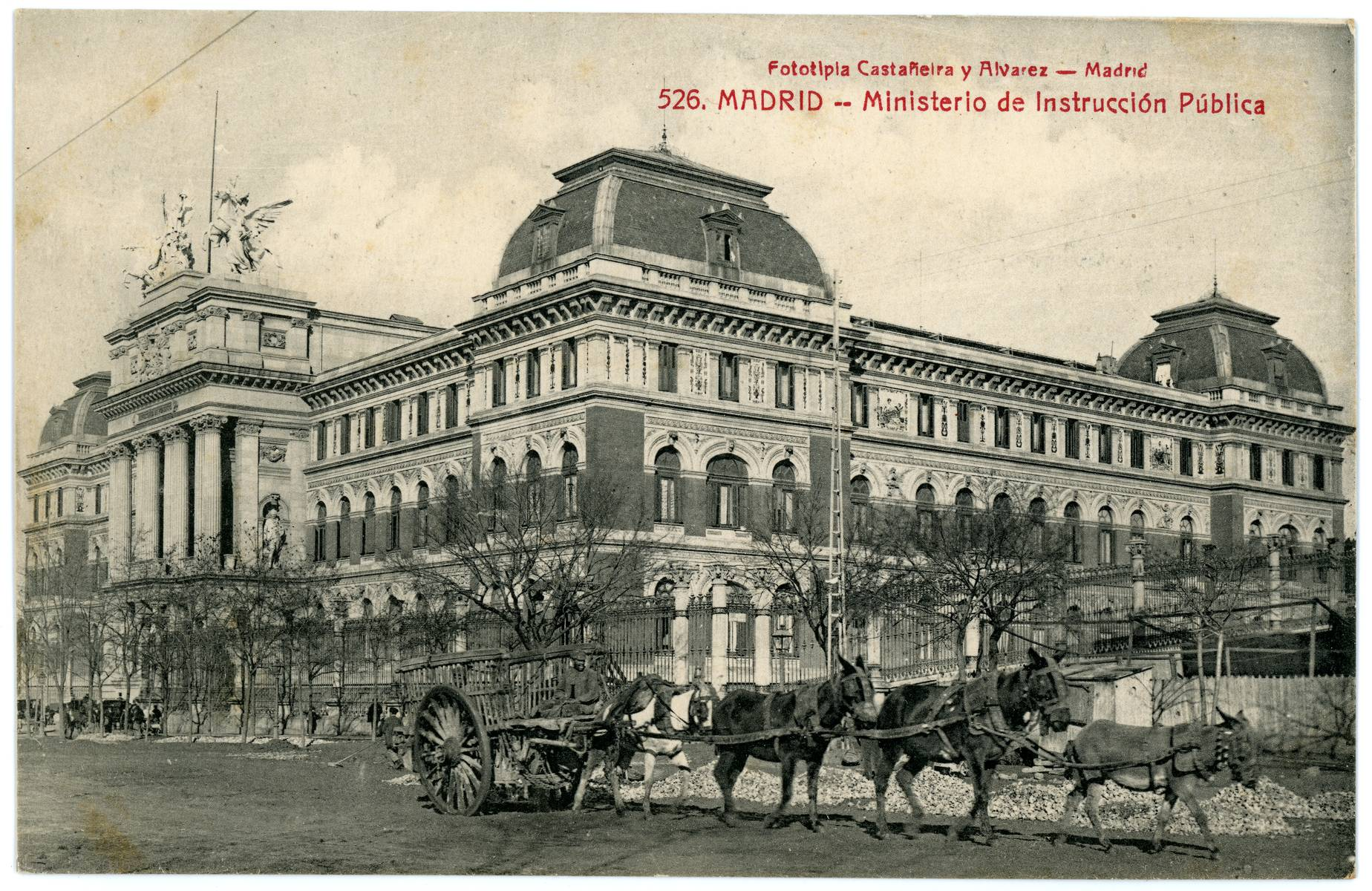
El Palacio de Fomento en la década de 1910. El hoy Ministerio de Agricultura era entonces la sede de Instrucción Pública.

La ley también regulaba los distintos tipos de establecimientos educativos, los requisitos poblacionales para la existencia de cada uno, el método de financiación y recogía la posibilidad de establecer horarios nocturnos para la educación de los adultos. Los colegios privados, con financiación privada, estaban autorizados y sus estudios eran válidos y equiparables a los públicos.
Por último, la norma establecía la estructura de gobierno y administración educativa, con el Ministerio de Fomento en la cúspide y una Dirección General de Instrucción Pública. Asimismo, para asesorar a estos, había un Real Consejo de Instrucción Pública (hoy conocido como Consejo Escolar del Estado) y existía una inspección educativa nacional. A partir de esta estructura central, el país se dividía en distritos universitarios, encabezados por una Universidad, en cada provincia había una Junta de Instrucción Pública y en cada municipio una Junta de Primera Enseñanza.
Esta norma, que no tuvo un propósito innovador si no de recopilación legislativa, estuvo vigente, sin modificaciones radicales, hasta que se aprobara la Ley General de Educación de 1970. La longevidad de esta norma fue objeto de regocijo por parte de su impulsor, el ministro Moyano, que ya como un anciano senador en 1887 declaró ante el Pleno:

Durante este período ya saben los señores senadores por cuantas vicisitudes ha pasado este país; ha habido dos monarquías, dos o tres repúblicas, porque he perdido la cuenta; más a pesar de haber pasado treinta años, dos monarquías y dos repúblicas, la ley sigue vigente [...]. La ley, pues, y esto puedo decirlo muy alto, fue una ley nacional, no de partido [...].
MOYANO, C. Diario del Senado, 1887, sesión del 27 de abril.

#### Proyecto de Ministerio de Educación de 1886
La importancia creciente de la educación se vio reflejada no solo por la aprobación de las mencionadas leyes educativa de 1857, si no por un Real Decreto sancionado por la reina regente, María Cristina de Habsburgo-Lorena, el 7 de mayo de 1886, que establecía la división del Ministerio de Fomento en un Ministerio de Instrucción Pública y de Ciencias, Letras y Bellas Artes, y un Ministerio de Obras Públicas, Agricultura, Industria y Comercio. A pesar de que el decreto mandaba que los nuevos ministerios se establecerían el 1 de julio de 1886, esto no llegó a materializarse hasta la Ley de Presupuestos para el año 1900.

### 1900: el punto de partida

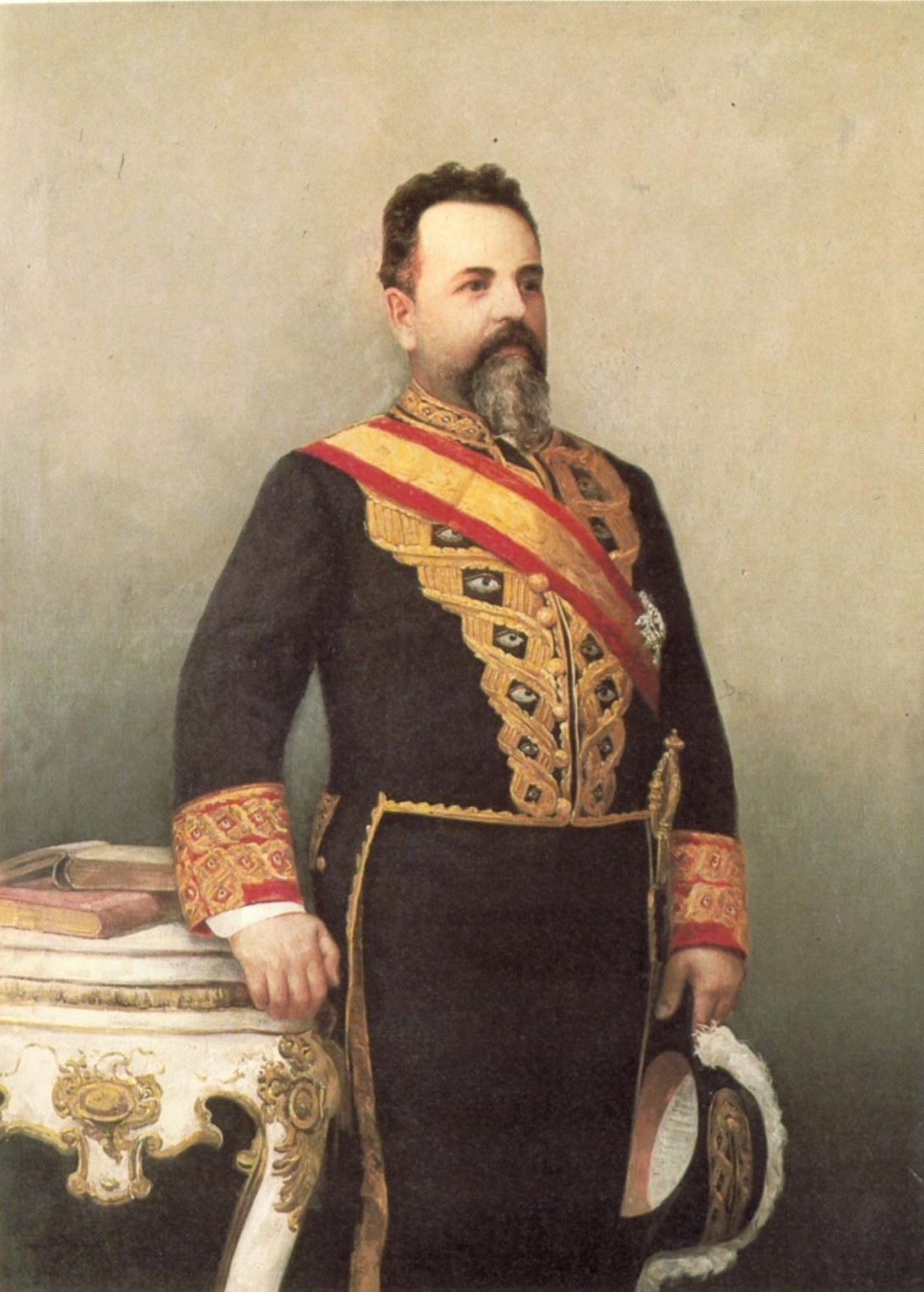
Retrato de Antonio García Alix, primer ministro de Instrucción Pública. Obra de Antonio de la Torre y López (1862-1918).

Así, mediante la Ley de Presupuestos de 31 de marzo de 1900 (art. 20), las Cortes Generales autorizaron al Gobierno de la Nación a reorganizar en dos departamentos el Ministerio de Fomento. Siguiendo este mandato, el Gobierno dividió por Real Decreto de 18 de abril de 1900 el Ministerio de Fomento en dos: el Ministerio de Instrucción Pública y Bellas Artes, por una parte, y el Ministerio de Agricultura, Industria, Comercio y Obras Públicas (este último recuperó la denominación de Fomento en 1905), por otra.
Este decreto relata la problemática que llevó a la división del Departamento de Fomento, y es que, como afirmaba el Gobierno entonces, las competencias eran «vastas», puesto que estas responsabilidades pasaron de gestionar un presupuesto de 15 millones de pesetas en 1846 a uno de casi 81 millones de pesetas en 1900, y «heterogéneas», tratando así de «facilitar los medios para que se preparen con prontitud y con acierto, y se planteen en cada ramo con unidad de pensamiento y con la intensidad de atención que la labor tan delicada reclama».

En cuanto al reparto de competencias, al nuevo Ministerio de Instrucción Pública y Bellas Artes se le confiaron las competencias sobre la «enseñanza pública y privada en todas sus diferentes clases y grados, en el fomento de las ciencias y de las letras, bellas artes, archivos, bibliotecas y museos». También asumió el Instituto Geográfico y Estadístico. El Ministerio de Fomento retuvo lo referente a «ferrocarriles, carreteras, canales, puertos, faros y balizas; y los relativos a la agricultura, la industria y el comercio». Antonio García Alix fue nombrado como el primer ministro de Educación de la historia de España.

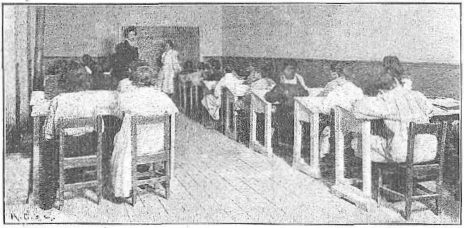
Alumnos en una clase de matemáticas, dada por una profesora de la Institución Libre de Enseñanza. Foto de Christian Franzen publicada en 1903 en la revista Alma Española.

En 1901, con el conde de Romanones al frente del departamento, se incorporó al presupuesto público estatal el salario de los maestros, algo que solían sufragar los ayuntamientos —a modo de intermediarios— pero que había provocado numerosas críticas ante los severos retrasos en los pagos.
En el periodo que comprende desde la creación del Ministerio hasta la Guerra Civil, se trata de un periodo de estabilidad que vivió un paulatino aumento de órganos administrativos, creándose, además de la Subsecretaría (1900), direcciones generales específicas para cada nivel de enseñanza, una Dirección General de Bellas Artes (1915), que dejaban de ser un negociado de la Dirección General de Instrucción Pública, y una Dirección General de Enseñanza Profesional y Técnica (1932), así como numerosos órganos especializados de rango inferior.
A principios de 1922 pasan al Ministerio de Trabajo, Comercio e Industria algunas competencias como los Servicios de Estadística del Instituto Geográfico y Estadístico y las Escuelas de Ingenieros Industriales. Dos años más tarde, en 1924, se transfiere al Ministerio de Hacienda la Sección de Derechos Pasivos del Magisterio Nacional Primario. En esta época, en plena dictadura de Primo de Rivera, se crea una nueva Dirección General de Enseñanza Superior (1925) y se suprime la Subsecretaría hasta 1930.

### La educación en la Segunda República (1931-1939)
Durante la Segunda República y, siguiendo la división que hace Miguel Fernández Cárcar, profesor de la Universidad Pública de Navarra, dividiremos el periodo en dos etapas: una etapa de paz (1931-1936) y otra de guerra (1936-1939).

#### La etapa de paz (1931-1936)
En los dos primeros años de la joven república, el Ministerio de Instrucción Pública dedicó sus esfuerzos a establecer una Escuela Única o Unificada que desde hacía décadas defendían relevantes figuras del mundo de la pedagogía, como Lorenzo Luzuriaga. Esta corriente pretendía unificar la política educativa desde la infancia hasta la adultez, eliminando los niveles educativos y dejando de lado las características sexuales, económicas o sociales de los alumnos —era, por aquel entonces, una creencia utópica de tratar de unir en la escuela lo que la sociedad dividía—. Además de establecer principios ya conocidos en la educación española como la gratuidad y la obligatoriedad para los primeros años de docencia, se reconoció la libertad de cátedra y se impulsó la laicidad de la escuela, otorgando en exclusiva al Estado la tarea de la enseñanza y expulsando de la educación a la Iglesia y, de forma menos agresiva, a la libertad privada en este ámbito. Por otra parte, se reconocía el derecho de las regiones autónomas de organizar su enseñanza, así como de impartirla de forma bilingüe, y se reorganizó el Consejo de Instrucción Pública, llamado desde 1932 Consejo Nacional de Cultura.
Las medidas antirreligiosas crearon descontento no solo en la Iglesia, sino en el pueblo, sobre todo durante la tramitación parlamentaria y posterior aprobación de la Ley de Confesiones y Congregaciones religiosas de 1933. Este descontento por la cuestión religiosa, unido al enorme costo que tenía para la Hacienda pública la financiación de las ambiciosas reformas educativas del gobierno republicano, y al creciente conflicto entre la administración educativa central y las autonómicas, hizo que la política educativa republicana se tornase inviable.

#### La etapa de guerra (1936-1939)

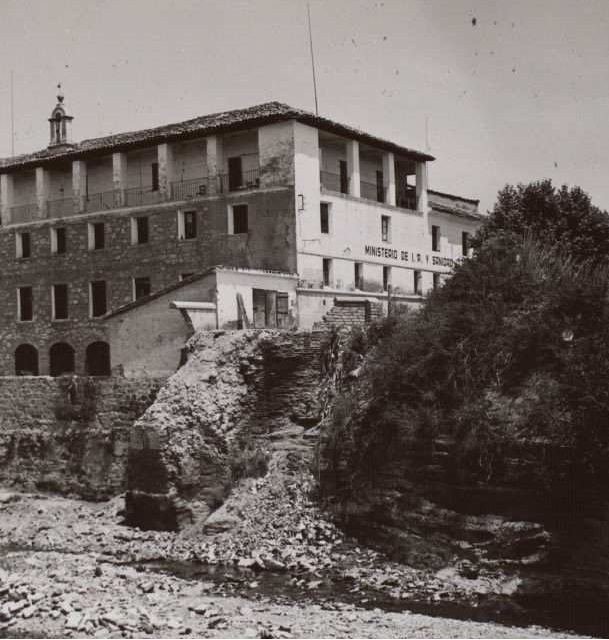
Edificio del Ministerio de Instrucción Pública y Sanidad en Barbastro (Huesca). Años 1930.

El golpe de Estado y la consecuente guerra civil provocó una giro total a la política educativa republicana. Casi de forma inmediata se constituyó una Comisión para la Reforma de la Enseñanza Primaria, formada por miembros de la UGT y de la CNT. De igual modo, se fue aprobando legislación atrasada para regular algunos aspectos como las edades para acceder a ciertas enseñanzas y se anularon las autorizaciones a los establecimientos privados, exigiéndoles que volvieran a presentar solicitud.
Al mismo tiempo, se impuso una reforma ideológica que, a través de los maestros, orientaba la educación al conocimiento de la guerra y al fomento de los principios del gobierno republicano. Asimismo, se reorganizó la formación del profesorado para cumplir estas tareas y se exigía a los profesores de historia una «revisión de los hechos históricos con la finalidad de rectificar aquellos conceptos y juicios tradicionalmente aceptados que envuelven injusticia» así como examinar «los textos utilizados en las escuelas primarias, para rectificar los múltiples errores que contienen», y a los profesores de economía que hicieran conocer los fundamentos del marxismo.
Por último, se emprendió una gran batalla contra el analfabetismo, creando «Milicias de la Cultura» que, tras la experiencia obtenida por las Misiones Pedagógicas de la primera etapa republicana, obtuvieron eficaces resultados en la alfabetización de los combatientes. Esto tuvo como consecuencia la constitución de grupos adicionales como las «Brigadas Volantes» para la misma tarea pero en la retaguardia y se completó con pequeños cursos de cultura general para el conjunto de la ciudadanía en las grandes ciudades.

### Dictadura de Francisco Franco

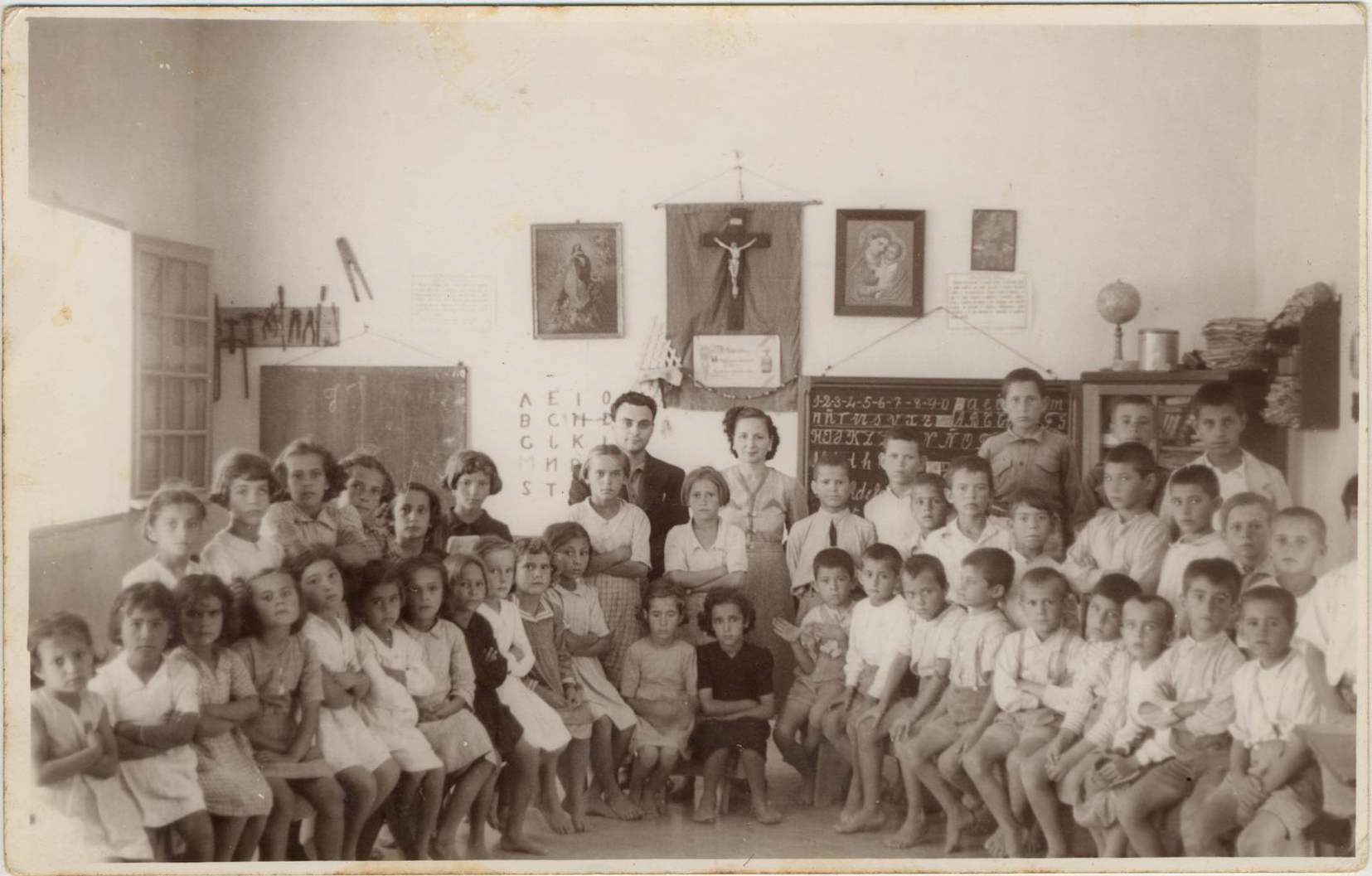
Alumnos y profesores de una escuela en Arguineguín (Gran Canaria). 1939.

En la dictadura de Francisco Franco se lleva a cabo una importante depuración del magisterio español y aparece por primera vez el término «educación» al renombrarse el departamento como Ministerio de Educación Nacional. Por este entonces, el ministerio se estructuraba mediante la Subsecretaría y cinco direcciones generales: de Enseñanza Universitaria; de Enseñanza Media; de Primera Profesional y Técnica; Enseñanza Primaria; y de Bellas Artes. A estas se añade en 1939 una Dirección General de Archivos y Bibliotecas y en el mismo año se crea el Consejo Superior de Investigaciones Científicas (CSIC).
La política docente de la dictadura, de forma similar a la última etapa republicana, estaba orientada para ser un vehículo emisor de ideología, por lo que no tiene un desarrollo organizativo relevante y las únicas normas están orientadas a garantizar una educación católica y patriótica. En ese sentido, la educación vuelve a ser confesional católica, con el derecho de la Iglesia a inspeccionarla, y se orientan ideológicamente todas las materias. Por otra parte, el Estado delega en la Iglesia la tarea docente y se retorna a la separación por sexos.
Entre 1938 y 1949 se aprueban cuatro leyes nuevas regulando diferentes aspectos educativos, todas ellas con los principios antes mencionados. Estas eran: Ley de Reforma de la Enseñanza Media (1938), Ley que regula la Ordenación de la Universidad (1943), Ley de Enseñanza Primaria (1945), y Ley de Formación Profesional Industrial (1949).
En el verano de 1951 se creó el Ministerio de Información y Turismo, que durante el resto de la dictadura asumió las competencias culturales y de información que tenía el Ministerio, siendo estas las relativas a prensa, radiodifusión, cinematografía y teatro, aunque manteniendo otras relacionadas con la conservación de monumentos, archivos y bibliotecas.

#### Ley General de Educación de 1970

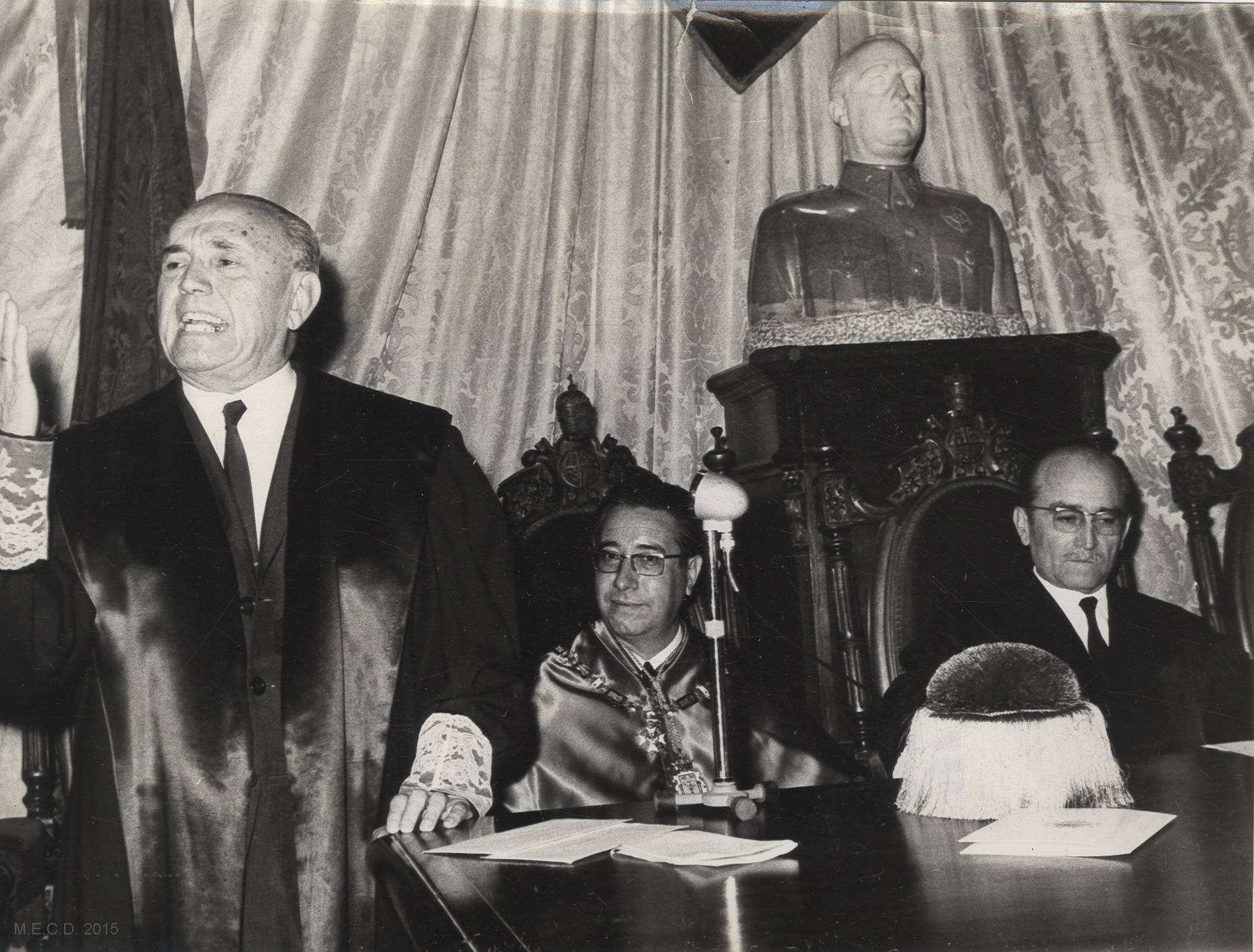
El ministro Villar Palasí (c.) en un acto en la Universidad de Oviedo. Años 1970.

A partir de la década de 1960 los cambios económicos y sociales hacen evidente la necesidad de una importante reforma educativa. Esta reforma llegará en 1970, con la aprobación de la Ley General de Educación, impulsada por José Luis Villar Palasí.
Esta ley que, entre otras cosas, derogaba por completo la Ley Moyano de 1857, realizó una estructuración de todo el sistema educativo español. Esta ley dividió la educación en cuatro: Preescolar, Educación General Básica, Enseñanzas Medias y Enseñanza Universitaria.
Asimismo, la ley estableció una generalización de la educación desde los 6 a los 14 años, puso fin al principio de subsidiaridad del Estado, esto es, el Estado pasaba a ser de nuevo el máximo responsable de la educación, favoreció la enseñanza privada, intentó establecer una clara continuidad entre el mundo docente y el laboral, siendo el primero una herramienta para llegar al segundo, y se centralizó la enseñanza para dar uniformidad al sistema educativo.
Posteriormente, en 1974 se aprueba la llamada «Ley Esteruelas», por el ministro Cruz Martínez Esteruelas, que reguló el actual sistema de selectividad para acceder a las universidades españolas, si bien pruebas preuniversitarias similares han existido en España desde el siglo xix.

### Constitución de 1978
Con la aprobación de la Constitución de 1978, nuevos principios democráticos se aplican al sistema educativo. La educación, que se pone bajo la completa tutela de los poderes públicos, pasa a ser un derecho básico de los ciudadanos, con el objetivo de garantizar «el pleno desarrollo de la personalidad humana en el respeto a los principios democráticos de convivencia y a los derechos y libertades fundamentales». Se garantiza el derecho de los padres a que sus hijos sean educados con la formación religiosa y moral que deseen, se permite la educación privada «dentro del respeto a los principios constitucionales» y se fomenta la participación de padres y alumnos en la Administración educativa pública. Por último, se consagra constitucionalmente la autonomía universitaria.
En lo orgánico, también es una época de cambios para el Ministerio. Durante los primeros años de la democracia, el Ministerio ve mermada sus competencias por dos motivos principales: en primer lugar, se crea el Ministerio de Cultura (1977), que las políticas culturales que le restaban —principalmente de protección y conservación del patrimonio histórico— y también el Ministerio de Universidades e Investigación (1979), con competencias científicas y universitarias; en segundo lugar, se lleva a cabo un proceso de descentralización de competencias educativas en las comunidades autónomas, que crean sus propias Consejerías de Educación y asumen la gestión e inspección educativa en sus respectivos territorios.

#### LOGSE
La Ley Orgánica de Ordenación General del Sistema Educativo (LOGSE) fue aprobada en 1990, siendo la primera gran ley educativa de la democracia actual. Esta norma reguló en profundidad la educación preescolar, que pasaba a llamarse educación infantil (de los 6 a los 12 años), extendió la obligatoriedad de la educación hasta los 16 años —coincidiendo así con la edad mínima laboral—, estructuró la formación profesional en grado medio y grado superior, siendo necesario el título de ESO en el primer caso y el de Bachillerato en el segundo, y fomentó la enseñanza de las bellas artes.
Igualmente, creó el Instituto Nacional de Evaluación Educativa para evaluar el sistema educativo, instauró la obligatoriedad de la religión para los centros educativos y la voluntariedad para los alumnos, y reguló el número máximo de alumnos por aula y nivel educativo.

#### LOCE y LOE
El 1 de enero de 2003 entró en vigor una nueva ley educativa, la Ley Orgánica de Calidad de la Educación (LOCE), pero no llegó a aplicarse en su totalidad puesto que el cambio de gobierno en 2004 supuso su paralización hasta la aprobación de la LOE en 2006.
Esta ley dividía la educación infantil en dos —de 0 a 3 años, con un carácter educativo-asistencial y de 3 a 6 años, con un carácter puramente educativo impartido por maestros—, se modifica la forma de elección de los directores de los centros públicos —ahora eran elegidos por concurso de méritos mientras que en la LOGSE los elegía el Consejo Escolar— y la educación religiosa comprendía dos opciones, confesional o no confesional.
En cuanto a la Ley Orgánica de Educación (LOE) de 2006, que al igual que la anterior nacía por desacuerdos políticos entre ideologías más que de cambios necesarios y relevantes del sistema educativo (algo recurrente en adelante), mantenía lo esencial en cuanto a estructura, metodología, organización y funcionamiento pero modificaba las discrepancias en lo relativo a la educación infantil, puesto que daba carácter educativo también al primer nivel de 0 a 3 años, establecía tres opciones en la enseñanza religiosa —confesional, no confesional o ninguna de las anteriores—, pero mantenía lo relativo a la elección de directores de centros. Esta norma también creó la asignatura Educación para la ciudadanía, que no gustó a los sectores conservadores ni a la Iglesia católica.
Estas discrepancias también se ven en la estructura ministerial, puesto que en los gobiernos de centroderecha el departamento suele reunir las competencias docentes, culturales y científicas mientras que en los gobiernos de centroizquierda estos suelen establecer ministerios propios para cada materia. Esta problemática se mantiene en la actualidad.

#### LOMCE y LOMLOE
En 2013 se aprobó con el voto único del Partido Popular la Ley orgánica para la mejora de la calidad educativa (LOMCE), también llamada «Ley Wert» por su impulsor, el ministro José Ignacio Wert, y que en la misma sesión de aprobación la oposición anunció que la derogaría en cuanto cambiaren las mayorías.

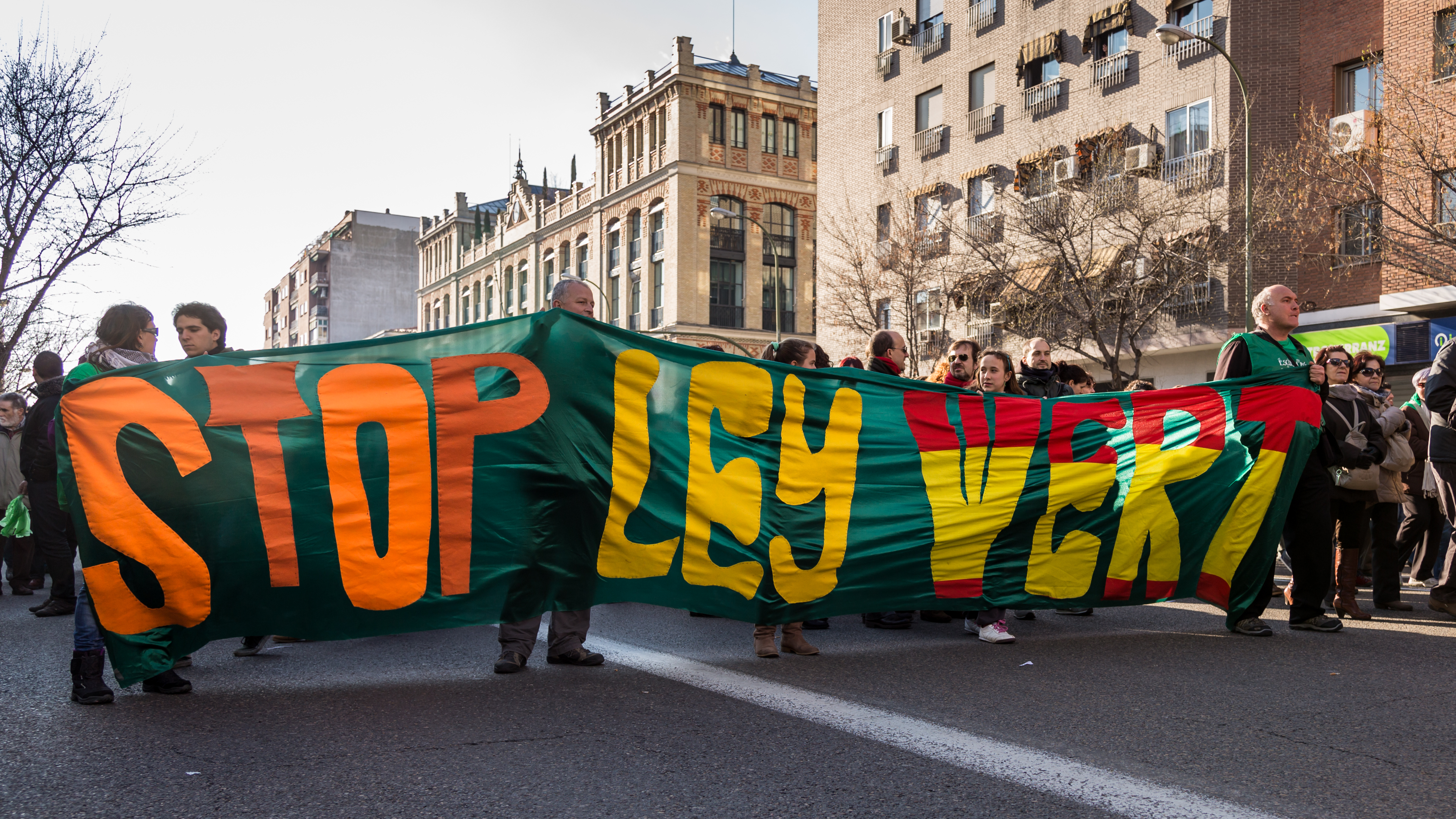
Grupo de manifestantes en contra de la «Ley Wert», durante las protestas por los recortes de 2013.

La LOMCE estableció el castellano como lengua vehicular en toda España, lo que provocó la enemistad de los partidos nacionalistas, y para ello creaba una serie de ayudas a las familias que quisieran acogerse a este modelo educativo, algo que el Tribunal Constitucional acabó derogando en 2018 al considerar que «no respeta el reparto de competencias entre el Estado y las comunidades autónomas».
También dividió las asignaturas de los diferentes niveles educativos en troncales (las reguladas por el Gobierno) y específicas (reguladas por las comunidades autónomas), el bachillerato tenía tres modalidades: Ciencias, Artes, y Humanidades y Ciencias Sociales, introdujo diferentes exámenes evaluativos (algunos necesarios para obtener los títulos), creó la Formación Profesional Básica (para alumnos con dificultades en la ESO), la religión, que seguía siendo voluntaria, tenía validez académica pues su calificación computaba para el currículo académico, pero suprimía la Educación para la Ciudadanía y la reemplazaba por otras dos: Valores Sociales y Cívicos y por Valores Éticos, otorgó el carácter de autoridad pública a profesores y directivos de los centros, los directores se nombraban por experiencia y bajo criterios públicos y objetivos, autorizó la enseñanza diferenciada por sexos y fomentó el préstamo gratuito de material escolar.

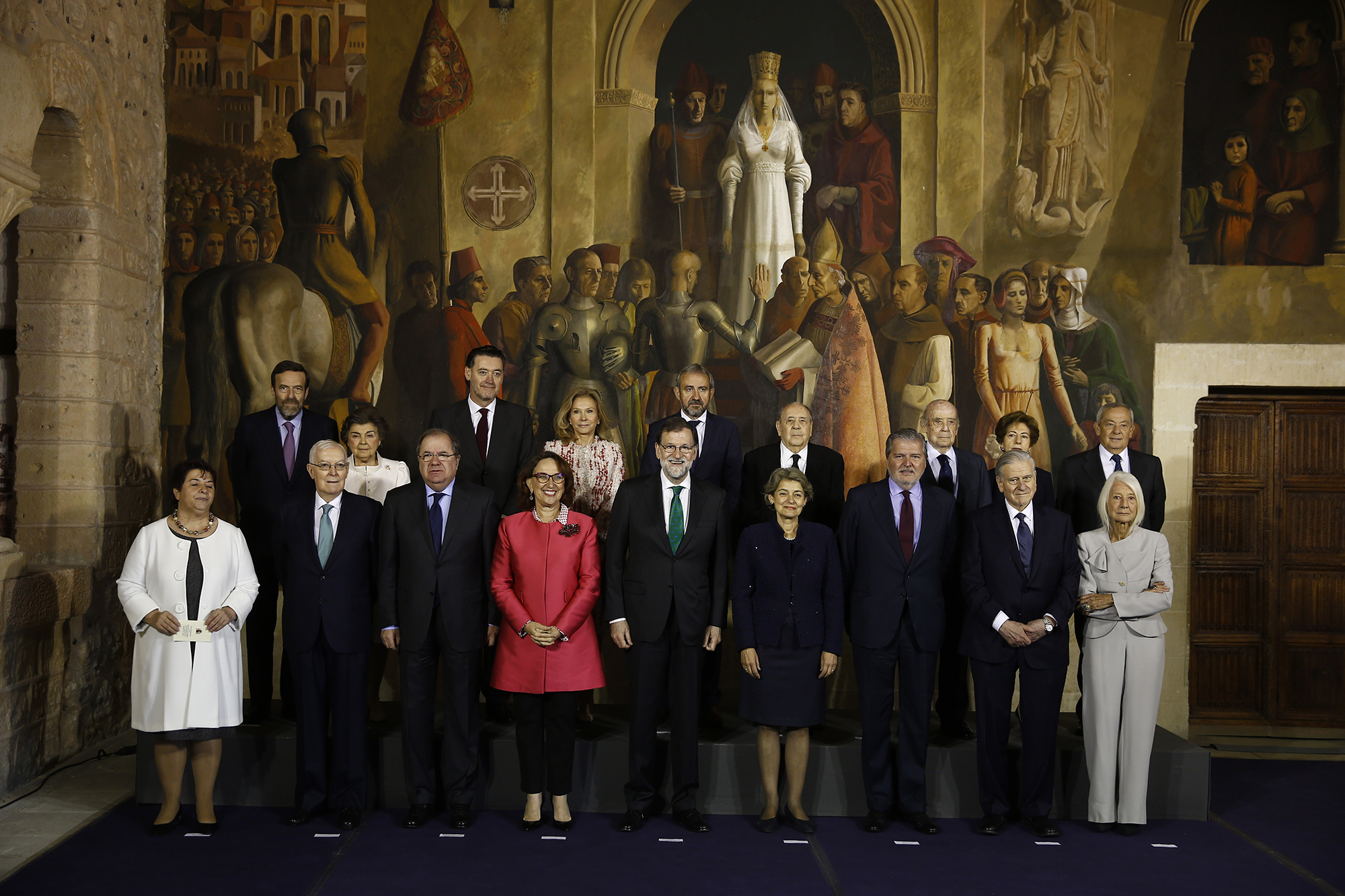
El presidente del Gobierno y el ministro de Educación, Cultura y Deporte con los condecorados con la Orden Civil de Alfonso X el Sabio (2018). El ministro de Educación es el gran canciller de la Orden.

A partir de 2018 se establecieron nuevas mayorías en el Congreso de los Diputados que provocaron la censura del presidente popular, Mariano Rajoy, y la elección de un nuevo jefe de gobierno, el socialista Pedro Sánchez. Como en su momento había prometido la oposición, ahora en el gobierno aprobó en 2020 una nueva ley educativa, la llamada Ley Celaá (por la ministra Isabel Celaá).
Esta nueva ley restringió la educación concertada (educación privada cofinanciada con fondos públicos), pues prohibió, entre otras cosas, que las familias pagaran por aquellas enseñanzas de carácter gratuito. Continuando con la reversión de medidas de la anterior ley orgánica, prohibió la segregación por sexo en centros públicos, suprimió referencias al castellano como lengua vehicular —si bien obligó a las administraciones a garantizar su enseñanza—, volvió a dejar a la religión sin validez académica y creó una nueva asignatura, Educación en Valores Cívicos y Éticos, para sustituir a las dos anteriores.
La ley también obliga a las administraciones a fomentar la presencia del sexo contrario en estudios con mayorías relevantes de un solo sexo, a impartir historia de la democracia y educación sexual, así como a incrementar el número de plazas públicas en el primer nivel de infantil. Por último, dividió el bachillerato en cinco, además de los bachilleratos de Ciencia y Tecnología y de Humanidades y Ciencias Sociales, el de Artes se subdividió en dos (Artes Escénicas y Música y Artes Plásticas, Imagen y Diseño) y creó un nuevo Bachillerato General para quien no quisiera hacer uno específico.

##### Formación Profesional

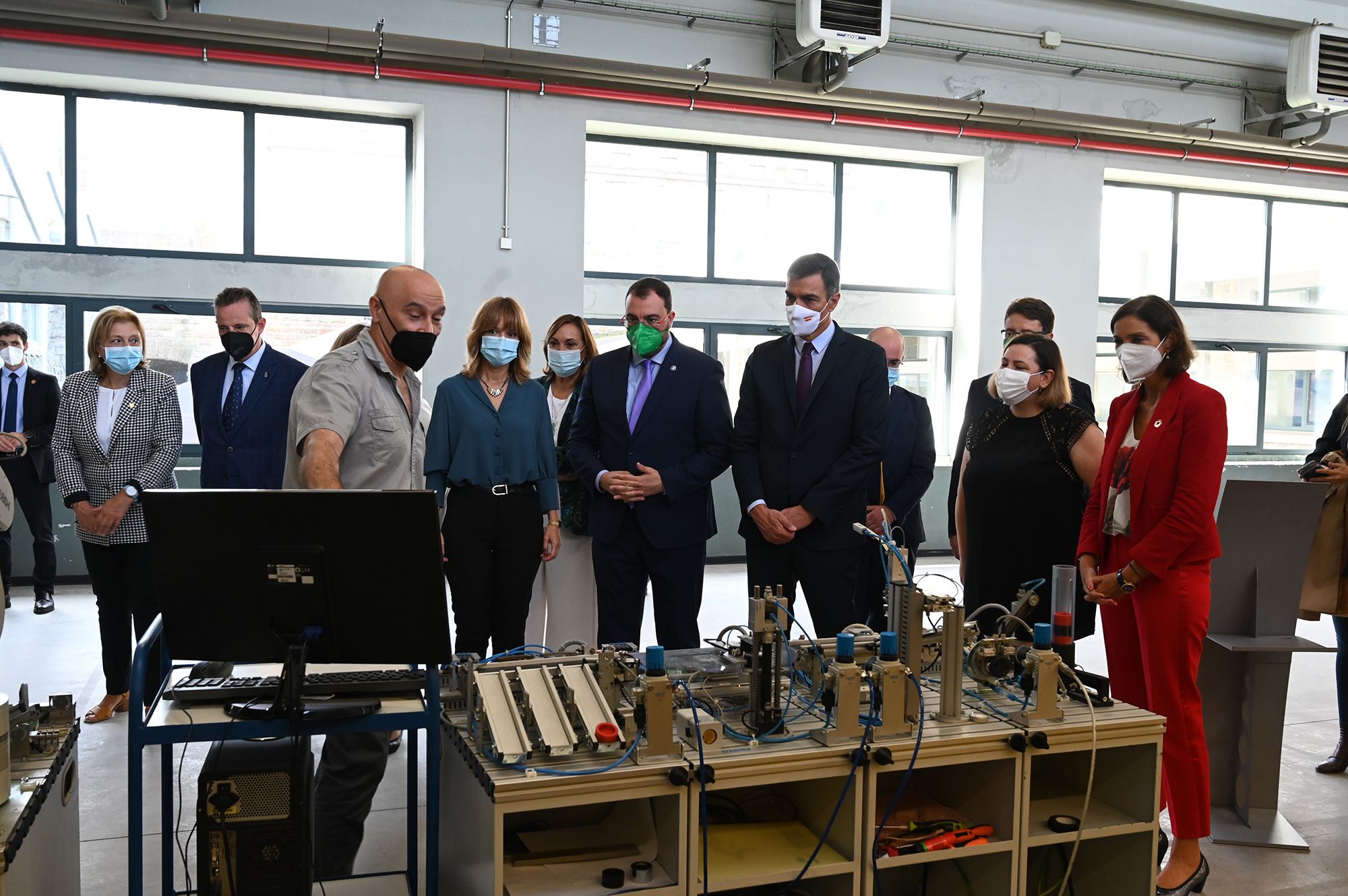
El presidente del Gobierno visita, junto al presidente del Principado de Asturias y las ministras de Educación e Industria, el Centro de Formación Profesional de la ULG. 2021.

En la xiv legislatura (2019-2023) el Gobierno apostó intensamente por la formación profesional, renombrando el departamento como Ministerio de Educación y Formación Profesional, transfiriéndole las competencias en formación profesional para el empleo que tenía el Ministerio de Trabajo y elevando estas competencias al rango de subsecretaría, al reemplazar la Dirección General de Formación Profesional por una Secretaría General de Formación Profesional. Para acompañar estas medidas, en julio de 2020 el Gobierno presentó un plan de 1500 millones de euros para modernizar la formación profesional y acreditar las competencias de más de tres millones de personas, tendencia que se mantuvo en años posteriores.
En julio de 2021 el presidente del Gobierno remodeló su gabinete, sustituyendo a la ministra de Educación y Formación Profesional, Isabel Celaá, por Pilar Alegría. Alegría, encargada de aplicar la nueva ley de educación, también culminó los trabajos sobre la nueva Ley Orgánica que regularía otro importante campo de la educación, la Formación Profesional. En este sentido, la nueva ministra llevó al Consejo de Ministros en septiembre de 2021 el proyecto de Ley Orgánica de Ordenación e Integración de la Formación Profesional, que fue aprobado y remitido al Congreso de los Diputados para su tramitación legislativa.
En mayo de 2023 se creó el Centro de Innovación y Tecnificación de Alto Rendimiento de la Formación Profesional (CITAR), un organismo centrado en el I+D+i aplicado a la FP y en la formación del profesorado. Asimismo, a finales de ese año el departamento asumió las competencias deportivas que hasta entonces ejercía el Ministerio de Cultura y Deporte, sí como se le añadió una nueva Dirección General de Planificación, Innovación y Gestión de la Formación Profesional.

## Estructura

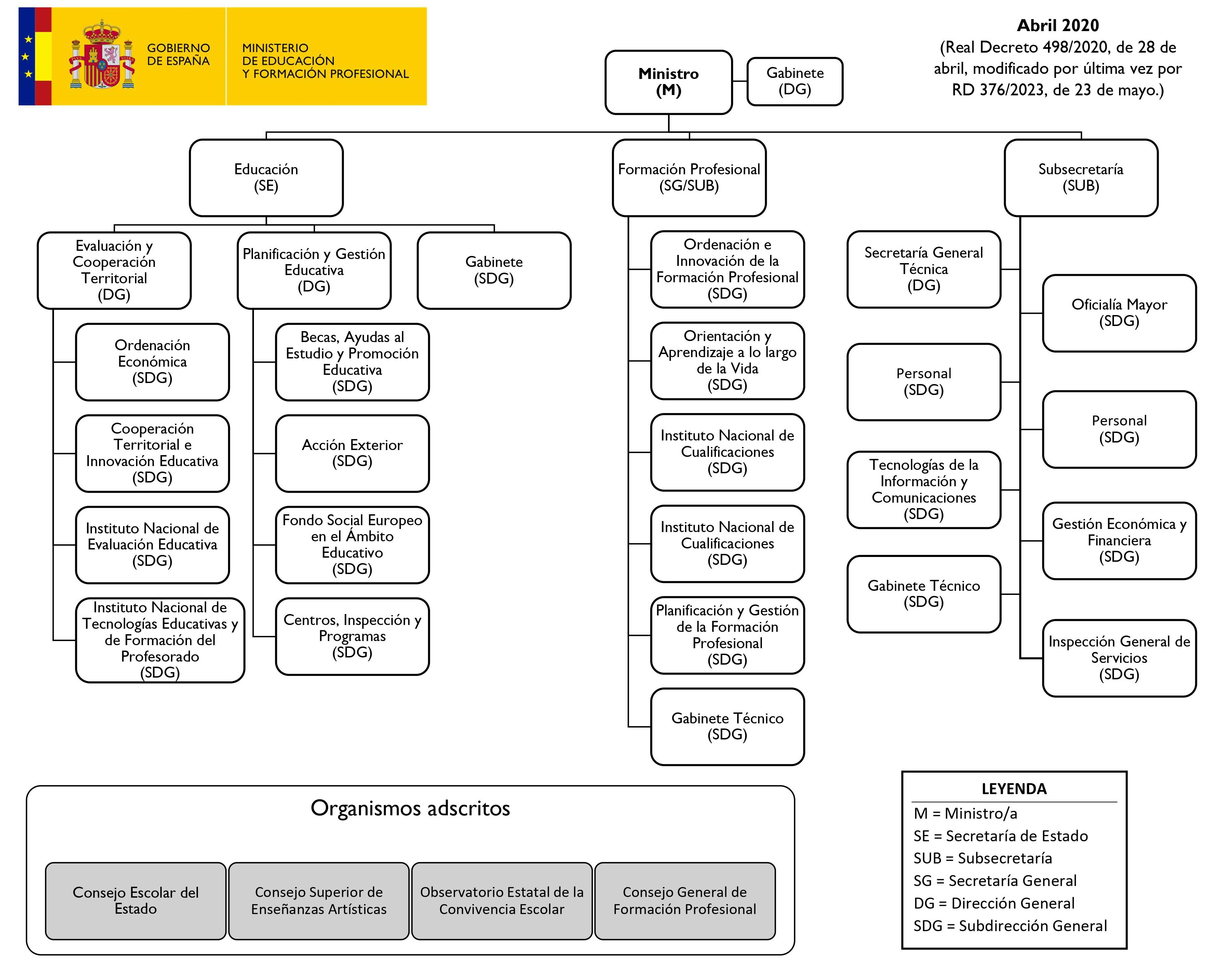
Organigrama del Ministerio de Educación.

Según el Real Decreto 274/2024, de 19 de marzo, por el que se desarrolla la estructura orgánica básica del Ministerio de Educación, Formación Profesional y Deportes:
- La Secretaría de Estado de Educación.
  - La Dirección General de Evaluación y Cooperación Territorial.
  - La Dirección General de Planificación y Gestión Educativa.
- La Secretaría General de Formación Profesional.
  - La Dirección General de Planificación, Innovación y Gestión de la Formación Profesional.
  - La Subdirección General de Ordenación de la Formación Profesional.
  - La Subdirección General de Promoción Dual y Relaciones con la Empresa.
  - La Subdirección General de Evaluación y Calidad del Sistema.
- La Subsecretaría de Educación, Formación Profesional y Deportes.
  - La Secretaría General Técnica.
  - La Oficina Presupuestaria.
  - La Oficialía Mayor.
  - La Subdirección General de Personal.
  - La Subdirección General de Tecnologías de la Información y Comunicaciones.
  - La Subdirección General de Gestión Económica y del Fondo Social Europeo.
  - El Gabinete Técnico.
  - La Inspección General de Servicios.
- El Gabinete del ministro.

El organismo autónomo Consejo Superior de Deportes (CSD), cuyo presidente tiene rango de secretario de estado, está adscrito al departamento y ejerce las competencias en materia de deporte que el ordenamiento jurídico otorgan a este. Para desarrollar estas funciones, tiene adscrito una Dirección General de Deportes y la Agencia Estatal Comisión Española para la Lucha Antidopaje en el Deporte (CELAD).
Además, posee estos órganos de asesoramiento:
- El Consejo Escolar del Estado.
- El Consejo Superior de Enseñanzas Artísticas.
- El Observatorio Estatal de la Convivencia Escolar.
- El Consejo General de Formación Profesional.

## Sede

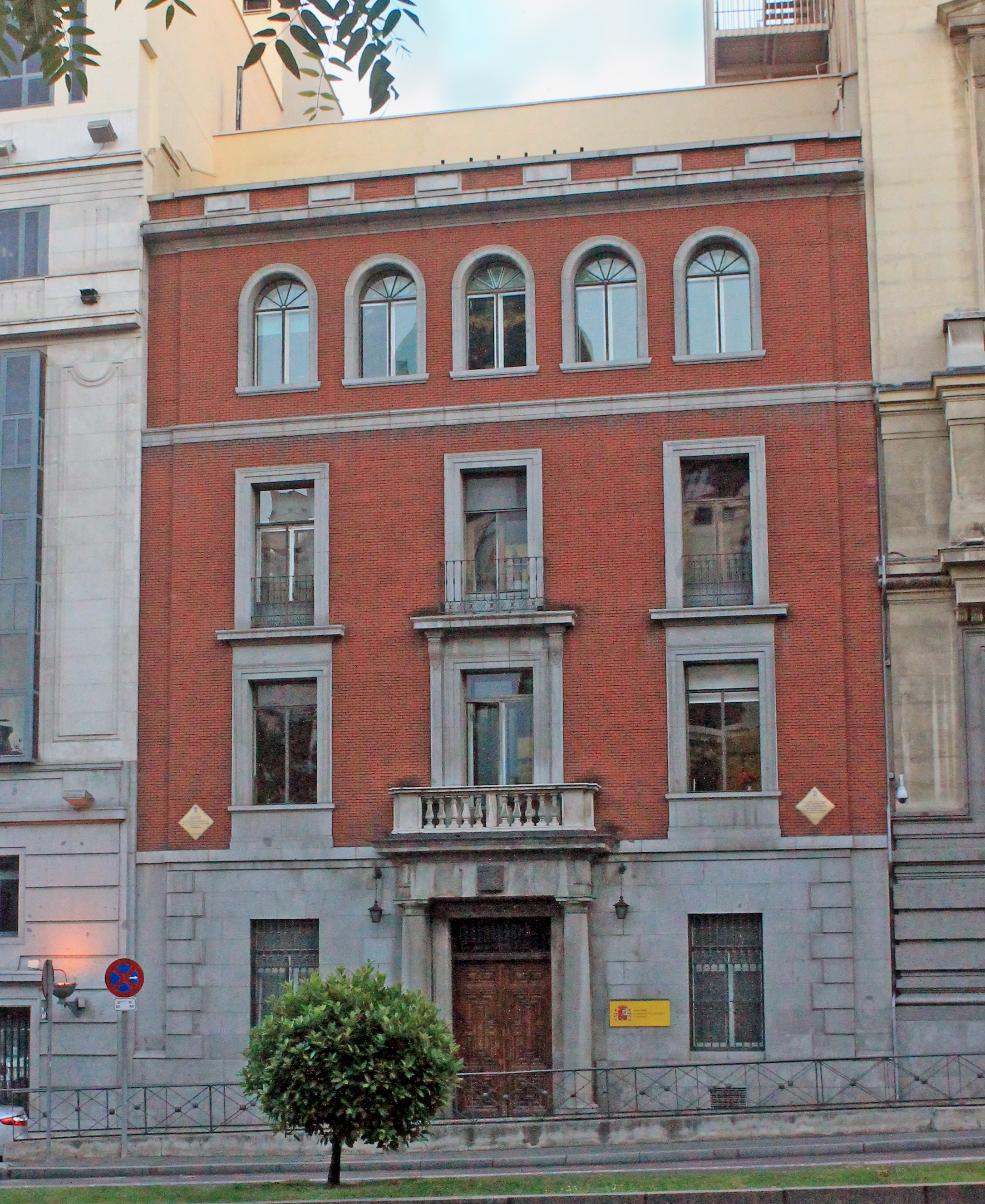
La Casita Pequeña (Alcalá 36). Desde 1931 alberga servicios del Ministerio de Educación.

El Ministerio de Educación tiene su sede en el número 34 de la calle de Alcalá de Madrid. Este edificio fue construido en la etapa final del reinado de Alfonso XIII sobre el solar que dejó la antigua Casa de los Heros, un inmueble que alojó diferentes entidades de ámbito público y privado, destacando la Presidencia del Consejo de Ministros, que estuvo ahí entre 1871 y 1914.
La Casa de los Heros, junto con el edificio sito en el número 36, esto es, el Depósito Hidrográfico, fueron cedidos al Ministerio de la Guerra en 1915 y posteriormente al de Marina, que alojó en este último la Dirección General de Navegación y Pesca Marítima. En 1916, el Ministerio de Instrucción Pública solicitó al Ministerio de Hacienda la cesión de ambos inmuebles, aunque en principio solo se le cedió el número 34 pues, como se ha comentado, el 36 estaba ocupado por servicios del Ministerio de Marina y este estaba esperando a la conclusión de las obras de su nueva sede, el Edificio del Cuartel General de la Armada.
De forma inmediata, se encargó al arquitecto Ricardo Velázquez Bosco, que previamente había diseñado el Palacio de Fomento, la redacción de un proyecto. La Casa de los Heros fue demolida y el nuevo inmueble se levantó entre los años 1925 y 1929. El edificio se empezó a ocupar en noviembre de 1928.
Por último, en 1931 y, como había planteado originalmente el arquitecto Velázquez Bosco, el Ministerio de Marina cedió a Instrucción Pública el edificio contiguo (Alcalá 36), que desde entonces alberga servicios del departamento.

### Históricas
Además de la histórica sede de Alcalá 34, el departamento estuvo en sus inicios —casi 30 años— en otro emblemático edificio: el Palacio de Fomento. Como una escisión del Ministerio de Fomento, en los primeros años ambos departamentos compartieron este Palacio hasta que a finales de la década de 1920 el Ministerio de Educación se mudó a su actual ubicación.

## Administración educativa en el exterior

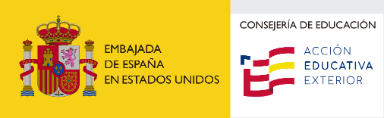
Logotipo de la Consejería de Educación de España en EE. UU.

El Ministerio de Educación posee una importante red educativa en el extranjero. La política exterior educativa del ministerio se denomina Acción Educativa Exterior (AEE) y se desarrolla principalmente a través de las Consejerías de Educación en el exterior, unos órganos integrados en las Misiones Diplomáticas españolas que, entre otros objetivos, son responsables de promocionar la lengua y cultura españolas en el sistema educativo del país correspondiente, mediante acuerdos con las autoridades educativas e instituciones académicas, y la gestión de los programas de la AEE implantados en el país.
De las Consejerías de Educación dependen las Agregadurías de Educación, las Asesorías Técnicas, las Direcciones de Programas y los Centros de Recursos. Esta extensa red la componen 151 órganos, siendo 19 de ellos Consejerías, 12 Agregadurías, 79 Asesorías Técnicas, una Dirección de Programas en Guinea Ecuatorial y 40 Centros de Recursos en todo el mundo.

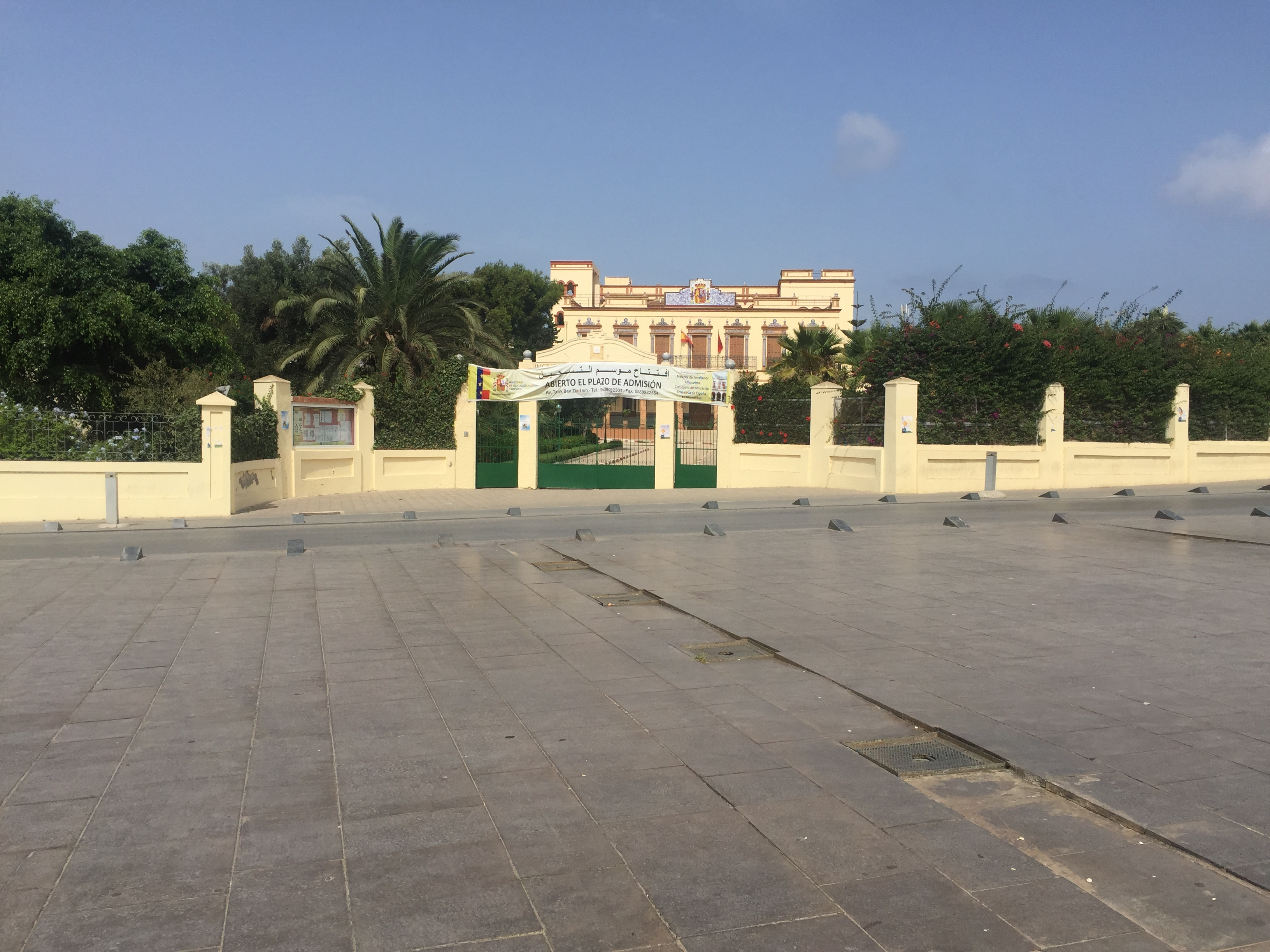
Instituto Español Melchor de Jovellanos (Alhucemas, Marruecos), uno de los centros educativos españoles en el exterior.

Además de esta tarea diplomática, la política exterior también comprende el ejercicio de la enseñanza. Para ello, el Ministerio cuenta con 18 centros docentes de titularidad estatal, diez de los cuales se encuentran ubicados en Marruecos, dos en Francia y los restantes en Andorra, Colombia, Italia, Portugal, Reino Unido y en el Sahara Occidental, y 15 centros de titularidad mixta (el Colegio hispano-brasileño Miguel de Cervantes de São Paulo, el Colegio Parque de España de Rosario y 13 «Escuelas Europeas», es decir, colegios de titularidad compartida entre Estados miembros de la Unión Europea).
A esto hay que añadir los 14 centros educativos que utiliza bajo convenio con países como Argentina, Brasil, Chile, Colombia, Costa Rica, Ecuador, El Salvador, Guatemala, México, República Dominicana y Uruguay, coordinados por las Consejerías de Educación de Argentina, Brasil y México.
Por todo ello, el Ministerio de Educación y Formación Profesional es el segundo departamento, por detrás del Ministerio de Asuntos Exteriores, que más contribuye al Servicio Exterior del Estado (SEE) con casi 1300 empleados en enero de 2025. Además, en el curso 2023-24, los programas educativos españoles en el exterior engloban a 10 203 docentes, que dan servicio a 133 752 estudiantes en todo el mundo.

### International Spanish Academies
El Programa ISA (International Spanish Academies, en español: Academias Internacionales de Español) es un programa del Ministerio de Educación de España, iniciado en 1999 en Estados Unidos y que actualmente también se desarrolla en Canadá y Australia, que consiste en la introducción de secciones bilingües en centros de referencia de estos países para establecer una educación inmersiva en el idioma español. De esta forma, el objetivo principal del programa es asegurar la enseñanza del idioma en centros de habla anglosajona.
Para el curso 2023-24, el Programa ISA estaba presente en los tres países antes mencionados, con 130 secciones bilingües y 45 739 alumnos.
Por último, destacar que desde 1988 el Gobierno de España tiene un programa similar para los países de Europa Central y del Este, así como en China. Este programa, denominado «Secciones Bilingües», en el curso 2023-24 impartía enseñanza a 31 449 estudiantes.

## Titulares

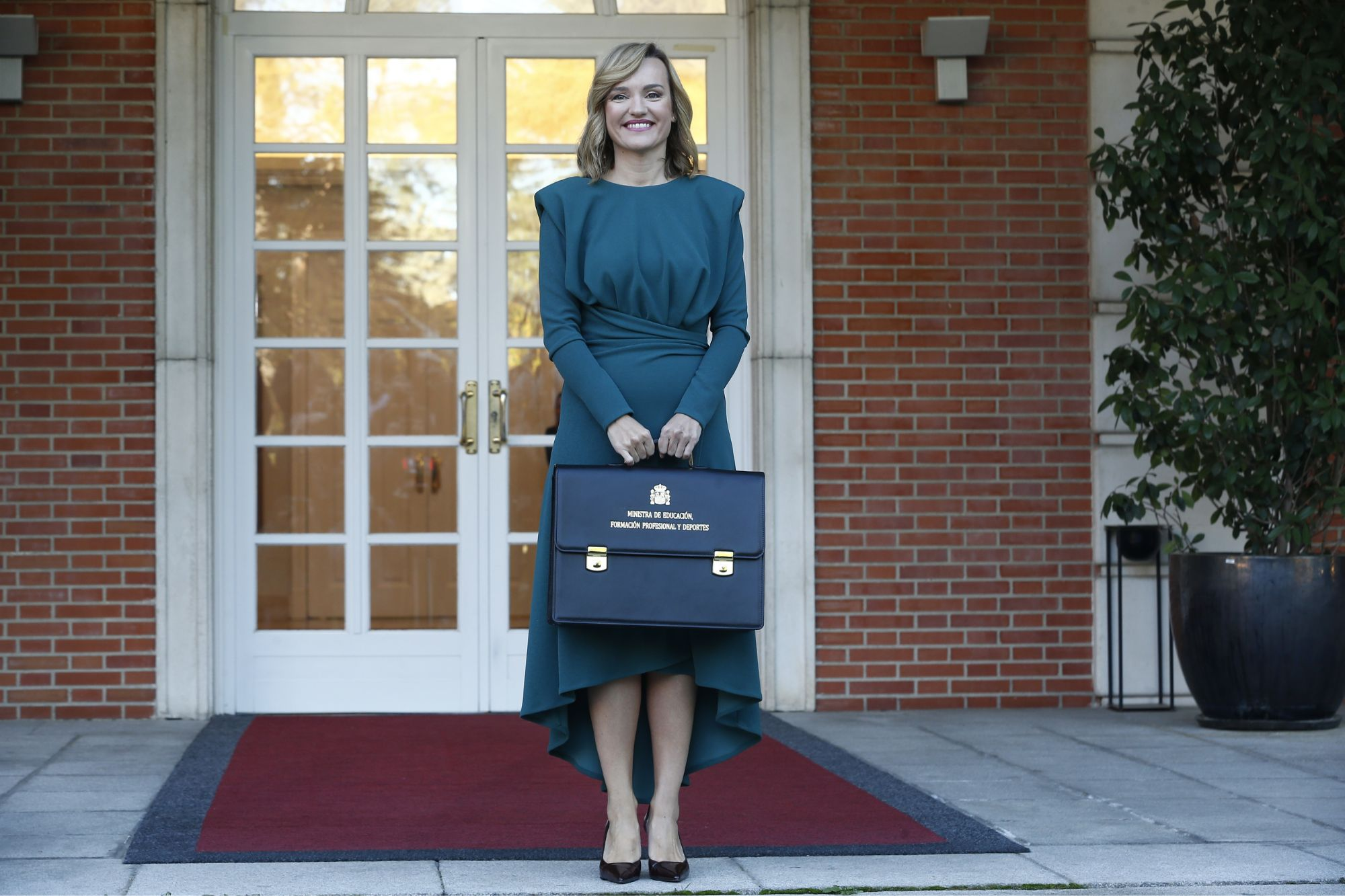
Pilar Alegría, ministra de Educación.

La figura de ministro de Educación se creó a principios del año 1900 para gestionar de forma exclusiva las responsabilidades del Gobierno en el ámbito de la docencia, la ciencia y la cultura. Además de estas competencias, que las tuvo de forma ininterrumpida hasta 1977, también ha gestionado ocasionalmente funciones de tipo sanitarias (1937-1939) y de servicios sociales (2008-2009). Desde la última reforma en 2018, el ministro de Educación solo gestiona los niveles educativos no universitarios y la formación profesional, en coordinación con los consejeros autonómicos del ramo, así como las políticas deportivas desde 2023.
En sus 125 años de historia, ha habido unos 105 ministros de educación, es decir, cada titular ha estado una media de 1 años y 2 meses en el cargo. Desde el reinado de Juan Carlos I (1975), la mayoría de ministros han superado esta media, si bien la media desde entonces es de apenas 2 años y 2 meses. El ministro que más tiempo estuvo en el cargo fue José Ibáñez Martín, con casi 12 años de mandato entre 1939 y 1951.
La ministra de Educación, Formación Profesional y Deportes es Pilar Alegría desde el 12 de julio de 2021, que hasta entonces era delegada del Gobierno en la Comunidad Autónoma de Aragón.

## Presupuesto
Para el ejercicio 2024, el Departamento de Educación, Formación Profesional y Deportes tiene un presupuesto total de 6775 millones de euros. Cabe recordar que, al estar la educación delegada en las regiones españolas, el grueso del gasto educativo lo asumen estas, alcanzando un presupuesto público educativo anual de 59 657,2 millones de euros en 2021.
El Ministerio participa en 24 programas de los Presupuestos Generales del Estado. De los programas ordinarios, destaca el Programa 323M «Becas y ayudas a estudiantes», dotado con casi 2550 millones de euros, el Programa 241B «Formación Profesional para el Empleo», con 1179 millones de euros y el Programa 322B «Educación Secundaria, Formación Profesional y Escuelas Oficiales de Idiomas», que gestiona 584,4 millones de euros.

### Evolución
| Gasto consolidado del Ministerio de Educación desde el año 2002 Datos cada dos años, salvo el más reciente (en millones de euros) |
| |
| Fuente: Presupuestos Generales del Estado. Ministerio de Hacienda.                                                                |

### Auditoría
Las cuentas del Ministerio, así como de sus organismos adscritos, son auditadas de forma interna por la Intervención General de la Administración del Estado (IGAE), a través de una Intervención Delegada en el propio Departamento. De forma externa, es el Tribunal de Cuentas el responsable de auditar el gasto.